# Тривіальні об'єкти в алгебрі
В алгебрі (розділі математики) багато алгебраїчних структур мають тривіальні, тобто найпростіші об'єкти. Як множини, вони складаються з одного елементу, що позначається символом «0», а сам об'єкт — «{0}» або просто «0» залежно від контексту (наприклад, в точних послідовностях). Об'єкти, відповідні тривіальним випадкам, важливі для уніфікації міркувань: наприклад, зручніше сказати, що «рішення рівняння T x = 0 завжди складає лінійний простір», ніж робити застереження «... або множина {0}».
Найважливішими з таких об'єктів є:
- Тривіальна група, найпростіша з груп. Є також найпростішою з абелевих груп, і всі перелічені нижче об'єкти наслідують її структуру, відому як додавання
- Тривіальне кільце, найпростіше з кілець.

- Нульовий (тривіальний) модуль, найпростіший з модулів над заданим кільцем R.
- Нульовий лінійний простір над полем R, найпростіший з лінійних просторів.
- Нульова алгебра, найпростіша з алгебр над кільцем або над полем R.

У трьох останніх випадках множення на скаляр визначається як κ0 = 0, де κ ∈ R.
Будь-яка нульова алгебра також тривіальна як кільце. Нульова алгебра над полем є нульовим лінійним простором, а над кільцем — нульовим модулем.

## Трактування за допомогою теорії категорій

Морфізми в і з нульового об'єкта

З точки зору теорії категорій, тривіальний об'єкт є термінальним, а іноді (в залежності від визначення морфізму) нульовим (тобто одночасно термінальним і початковим) об'єктом.
Тривіальний об'єкт єдиний з точністю до ізоморфізму.
Термінальність тривіального об'єкта означає, що морфізм A → {0} існує і єдиний для будь-якого об'єкта A в категорії. Цей морфізм показує будь-який елемент об'єкта A в 0.
У категоріях Rng (кілець без обов'язкової одиниці), R-Mod і VectR, тривіальне кільце, нульові модулі й простір відповідно є нульовими об'єктами. Нульовий об'єкт визначається як початковий, тобто морфізм {0} → A існує і єдиний для будь-якого об'єкта A в категорії. Цей морфізм показує 0, єдиний елемент об'єкта {0}, де 0 ∈ A. Це мономорфізм, і його образ (підмодуль/підпростір в A породжений нулем елементів) ізоморфний {0}.

## Структури з одиницею
У структурах з одиницею (нейтральним елементом множення) все не так однозначно. Коли визначення морфізму в категорії вимагає їхнього збереження, тривіальний об'єкт або є тільки термінальним (але не початковим), або відсутній зовсім (наприклад, коли визначення структури вимагає нерівність 1 ≠ 0).
У категорії Ring кілець з одиницями, кільце цілих чисел Z початковий об'єкт, а не {0}.